# Jacques-Rose Récamier
Pour les articles homonymes, voir Récamier.
Jacques-Rose Récamier, né le 10 mars 1751 à Lyon et mort le 29 mars 1830 à Paris, est un banquier français, époux de Juliette Récamier, célèbre salonnière.

## Parcours

### Les origines
François Récamier (1710-1782), originaire de Belley, propriétaire de plusieurs fabriques de chapeaux et dirigeant d'une maison de banque à Lyon, épouse le 26 janvier 1745 à Lyon (paroisse Saint-Nizier) Émeraude Delaroche (1725-1777), fille d’un imprimeur-libraire lyonnais. Jacques-Rose Récamier naît de cette union six ans plus tard.
En 1782, il prend la tête de la maison de banque fondée par son père. La banque Jacques Récamier & Cie noue des liens avec la finance genevoise. Il dispose de succursales à Cadix et à Madrid, et tisse d'importants liens financiers avec l'Angleterre et des maisons de commerce à La Réunion. Il est sans doute mêlé dans les années 1780 à un trafic de piastres en lien avec la Compagnie des Indes et de la Chine.
Jacques-Rose Récamier épouse le 24 avril 1793, à Lyon, Jeanne Françoise Julie Adélaïde Bernard, âgée de quinze ans, qui sera connue plus tard sous le nom de Juliette Récamier. Elle est la fille de Jean Bernard (? - 1828), notaire à Lyon puis nommé par Calonne en 1784 receveur des finances à Paris (il fut révoqué en ses fonctions de receveur des Postes par Napoléon en 1807) et de Julie Matton. Ils nouent ensemble une relation affectueuse et platonique, Juliette étant vraisemblablement sa fille naturelle.

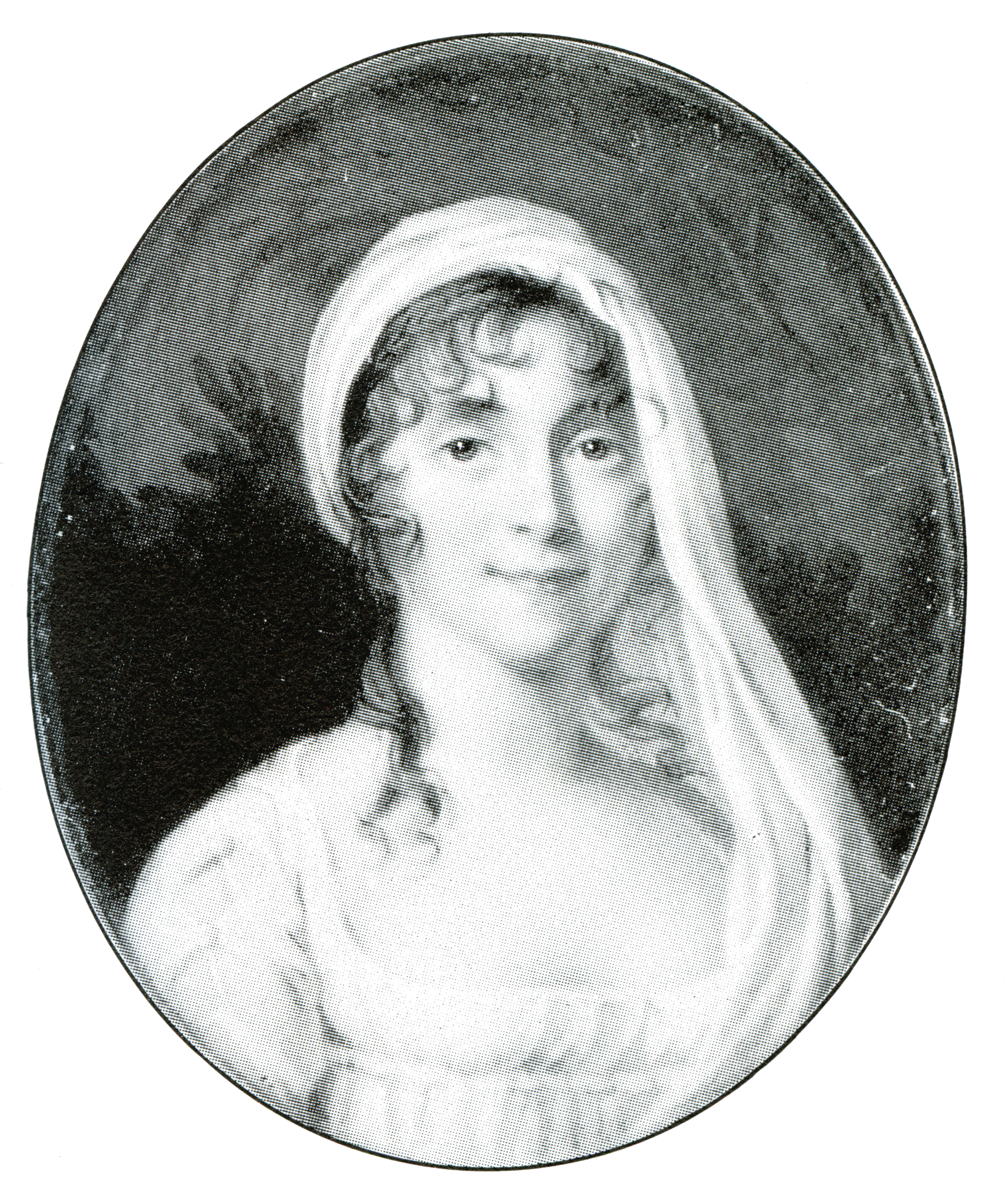
Marie Julie Bernard née Matton (mère de Juliette Récamier) Miniature de Jean François Gérard Fontallard.

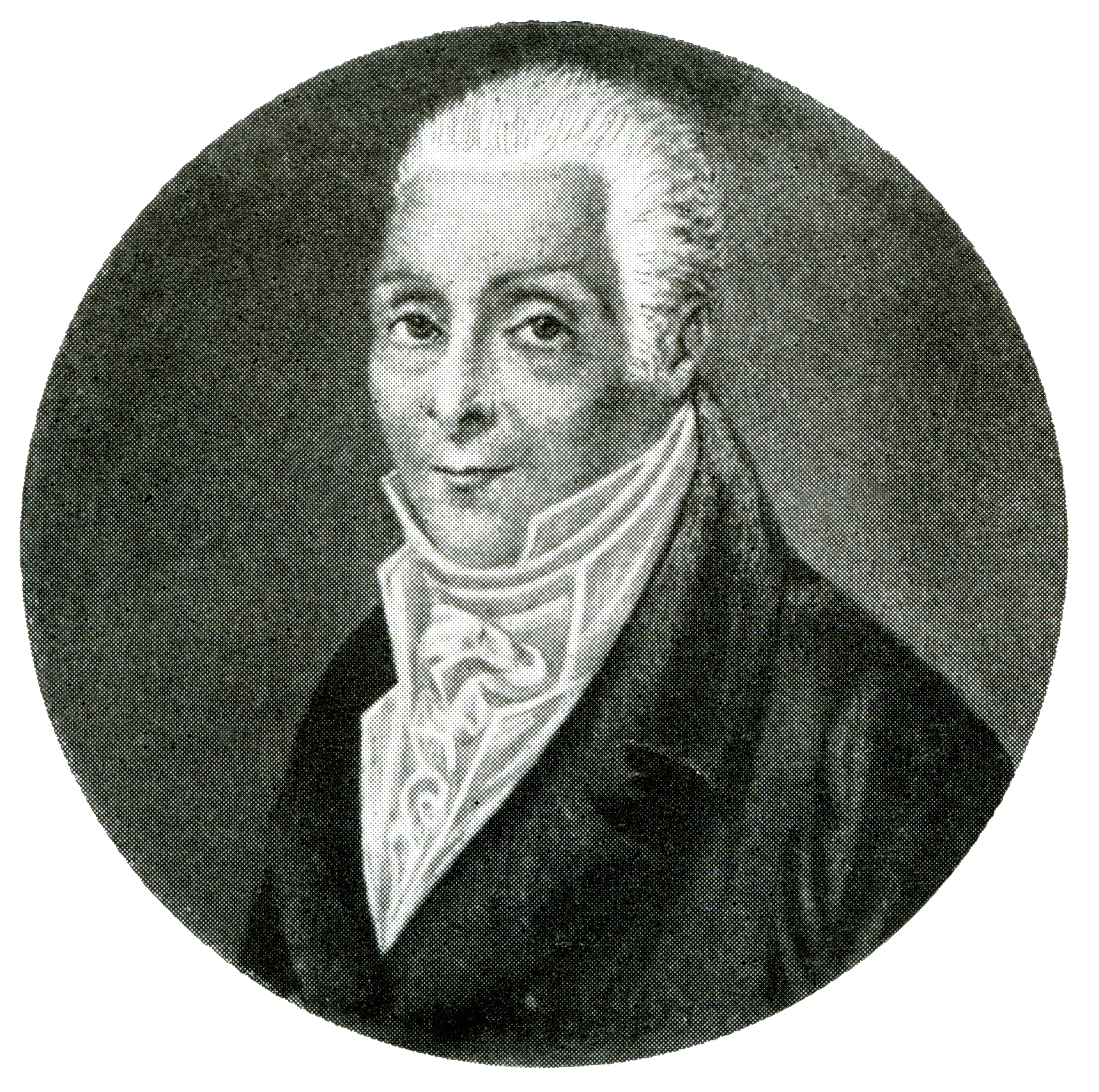
Jean Bernard (père de Juliette Récamier) d'après une miniature appartenant au général Daudignac.

Récamier échappe à la prison sous la Terreur, disposant d'appuis politiques dans l'entourage de Cambacérès.

### Les succès en tant que banquier
En juin 1796, il fonde, avec entre autres le banquier genevois Jean-Frédéric Perrégaux, la Caisse des comptes courants dont il devient l'un des administrateurs. Plus tard, il échangera ses actions contre des parts dans la Banque de France, dont il deviendra l'un des actionnaires et régents le 16 février 1800.
Le 25 vendémiaire an VII (16 octobre 1798), Jacques Récamier rachète les deux vastes propriétés de Jacques Necker situées alors rue du Mont-Blanc (adresse qui correspond au 7 de rue de la Chaussée-d'Antin) pour la somme de 37 383 piastres d'argent métal, afin d'éviter l'assignat. Juliette Récamier y donne ses premières soirées, « des bals dont le luxe est inouï : les éventails et les bouquets des danseuses y sont renouvelés autant de fois que la chaleur de la danse en a altéré la fraîcheur et, de plus, une provision de chaussures, prévoyance, inconnue des fées, empêche qu'aucune invitée passe d'une gavotte à une sauteuse avec un soulier qui s'affaisse, ou qu'elle quitte le bal en Cendrillon ». 
Entre 1798 et 1806, Jacques Récamier devient l'un des banquiers de l’État, pilier essentiel du système financier et politique organisé par Napoléon Bonaparte, mais ce dernier n'aime pas le couple Récamier qui soutient par exemple le général Moreau ; dans le salon de Juliette s'élèvent les premières critiques à l'égard du Consul et de ses institutions.
Fin 1798, il fonde avec le banquier Alexandre Barrillon une banque appelée Syndicat du Commerce, domiciliée rue du Mont-Blanc. Barillon et lui sont assez proches, ils sont par ailleurs en partenariat sur diverses affaires liées au commerce de la laine avec l'Espagne, depuis Montpellier, et sont fournisseurs aux armées.
En mars 1800, Récamier rejoint les banquiers Perregaux, Le Couteulx, Mallet, Barrillon, Germain, Sévène, Bastide, Fulchiron et Doyen, fondent les « Négociants réunis » et avancent plus de 3 millions de francs aux armées d'Italie et du Rhin pour couvrir les dépenses de guerre, en tant que commissionnaires au Trésor. 
Le 21 avril 1800, première réunion des actionnaires de la Banque de France : comme régent, Récamier occupe le fauteuil numéro 9, poste qu'il conservera jusqu’au 17 octobre 1806.
D'octobre 1801 à septembre 1802, l'association des « Banquiers du Trésor public » fondée par Perregaux, Mallet, Fulchiron, Récamier et Doyen avance plus de 30 millions de francs contre la remise d'obligations des receveurs généraux garanties par la Caisse d'amortissement. 
En 1803, Bonaparte ordonne la fermeture du salon de Juliette Récamier, dans le cadre d'une vaste opération menée contre les conspirateurs Cadoudal et Pichegru. Germaine de Staël est exilée.

### La faillite
En novembre 1805, la banque Récamier connaît sa première alerte, révélant un passif de 21 millions de francs : elle n'est pas la seule, puisque les maisons de Louis Bunel, Bastide, Vanlerberghe, Ouvrard et enfin Médard Desprez font face à des difficultés et finissent par tomber au cours des années 1806-1807. L'analyse de cette faillite a été fournie par Louis Bergeron et révèle une trop forte tendance chez Récamier à être de tous les risques et sa dépendance au commerce international, bientôt affaibli par le blocus maritime. 
Jacques démissionne de son poste de régent en octobre 1806, ne recevant aucun soutien de ses amis de la Banque de France : son nom est désormais associé aux opposants du régime. Les propriétés de la rue du Mont-Blanc sont vendues 400 000 francs au riche épicier François-Dominique Mosselman, établi dans la rue Saint-Denis en face de celle du Ponceau. Le couple va s'installer dans une demeure plus modeste située au 19 rue du Mail. Entre 1807 et 1808, Juliette refuse de se rapprocher de la Cour impériale et doit alors quitter Paris sur ordre de la police.
Jacques Récamier tente ensuite de remonter diverses affaires, disposant de nombreuses créances, notamment sur l’État, mais il connaît une deuxième faillite.
Il meurt sans postérité en 1830.